# 张兴敏
张兴敏（1971年2月—），男，汉族，中华人民共和国政治人物。现任四川航天技术研究院党委书记、副院长。第十四届全国人大代表。